# Elisabeth Francisca van Oostenrijk

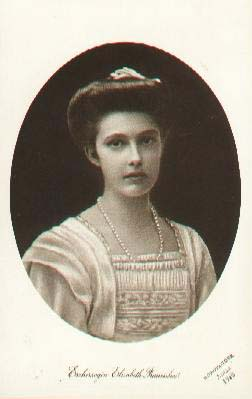
Elisabeth Francisca van Oostenrijk

Elisabeth Francisca "Ella" van Habsburg-Lotharingen (Wenen, 27 januari 1892 — Slot Syrgenstein, Heimenkirch, 29 januari 1930), aartshertogin van Oostenrijk, was de oudste dochter van aartshertog Frans Salvator van Oostenrijk en aartshertogin Marie Valerie van Oostenrijk. Haar vader was de kleinzoon van groothertog Leopold II van Toscane en haar moeder de dochter van keizer Frans Jozef I van Oostenrijk.
Ze trouwde op 19 september 1912 met graaf George van Waldburg-Zeil-Hohenems. Samen kregen ze vier kinderen:
- Marie Valerie (1913-2011), gehuwd met aartshertog George van Oostenrijk (een kleinzoon van groothertog Ferdinand IV van Toscane)
- Clementine Maria Hedwig (1914-1941)
- Elisabeth Hedwig Maria (1917-1979)
- Franz Joseph Vitus (geboren in 1927), gehuwd met gravin Priscilla van Schonborn-Wiesentheid

Drie jaar na de geboorte van hun jongste zoon stierf Elisabeth Francisca op 38-jarige leeftijd. Haar echtgenoot hertrouwde een jaar later met haar jongere zus, aartshertogin Gertrud, met wie hij twee kinderen kreeg.